# Mircea Dușa
Mircea Dușa (Toplița, 1º aprile 1955 – Târgu Mureș, 19 dicembre 2022) è stato un politico rumeno, membro del Partito Social Democratico (Romania) e membro del Parlamento rumeno.
Nel 2012 è stato Ministro dell'Interno del governo USL Ponta.
Il 21 dicembre 2012 è stato nominato ministro della difesa nazionale nel governo Ponta II. Il 4 novembre 2015, il primo ministro Victor Ponta ha proposto che Dușa assumesse la direzione provvisoria del governo. Il presidente Klaus Iohannis non ha accettato la proposta di Ponta e ha nominato primo ministro ad interim Sorin Cîmpeanu.
Prima della rivoluzione del 1989 ha ricoperto varie posizioni nel Partito Comunista Rumeno e nel Consiglio popolare di Toplița: capo servizio dal 1976 al 1986 e vicepresidente dal 1986 al 1990. Dal 1990 al 1996 è stato vice sindaco di Toplita e a partire dal 1996 diventa un membro del PSD e assume la carica di sindaco di Toplita. Dal 2001 è prefetto del distretto di Harghita e nel 2004 e 2008 è stato eletto deputato di Harghita per il PSD.

## Biografia

### Vita privata
Era sposato ed ebbe due figli.

## Carriera politica

### Inizi politici sotto il socialismo
Si è diplomato al liceo nel 1974 e ha completato due anni di servizio militare. Nel 1976, si unì al Partito Comunista Rumeno (PCR) e divenne un funzionario del Consiglio Popolare della città di Toplița. Tra il 1983 e il 1988, ha studiato economia presso l'Institute for Management Training in problemi di gestione socio-politica. È stato eletto nel consiglio comunale nel 1986 e ha ricoperto il ruolo di vicepresidente..

### Una prima carriera locale
Dopo la caduta del comunismo, fu rieletto nel consiglio comunale di Topliţa nel 1990 e venne investito della carica di vice sindaco. Nel 1996 è entrato a far parte del Partito Social Democratico (PSD) ed è diventato sindaco della città. È rimasto in tale veste fino a quando è stato nominato nel 2001 prefetto del distretto di Harghita.

### Un "quadro" del Parlamento rumeno
Nelle elezioni legislative del 28 novembre 2004, viene eletto alla Camera dei deputati. All'apertura della legislatura, è nominato vicepresidente della commissione per la pubblica amministrazione, l'assetto territoriale e l'equilibrio ecologico. È stato riconfermato in seguito alla sua rielezione alle elezioni legislative 30 novembre 2008..
Nel febbraio 2010 è stato scelto come nuovo vicepresidente della Camera dei deputati e si è dimesso dalla commissione parlamentare. Ha rinunciato, tuttavia, a questo posto nel settembre successivo, per assumere la guida del gruppo socialdemocratico.

### Ministro di Victor Ponta
Mircea Duşa è nominato Ministro per i rapporti con il Parlamento nel primo governo socialdemocratico di Victor Ponta il 7 maggio 2012. Due giorni dopo il rimpasto del 6 agosto 2012, assume la carica di Ministro dell'amministrazione e dell'interno. Il 21 dicembre 2012, alla formazione del governo Ponta II, è diventato ministro della difesa nazionale, una responsabilità che mantiene il 4 marzo 2014 nel governo Ponta III e il 14 dicembre 2014 nel governo Ponta IV.
Il 4 novembre 2015, Victor Ponta ha proposto al presidente Klaus Iohannis di nominarlo Primo ministro della Romania poche ore dopo aver annunciato le sue dimissioni a seguito di importanti manifestazioni contro la corruzione. La scelta del presidente va infine al Ministro della Pubblica Istruzione, Sorin Cîmpeanu.